# François Fulgis Chevallier
François Fulgis Chevallier (ur. 2 lipca 1796 w Paryżu, zm. 24 grudnia 1840 we Fryburgu Bryzgowijskim) – francuski botanik i mykolog.

## Praca naukowa
Zajmował się glonami, grzybami i paprociami. W 1821 r. na Uniwersytecie Paryskim otrzymał doktorat z rozprawy o rdzennych roślinach mających własności trujące i narkotyczne. Zielnik Chevaliera przechowywany jest w Muzeum Historii Naturalnej w Paryżu. Eksykaty grzybów i porostów znajdują się w zielniku Instytutu Botanicznego Uniwersytetu Strasburskiego.
W naukowych nazwach opisanych przez niego taksonów dodawany jest skrót jego nazwiska Chevall. Od jego nazwiska utworzono nazwy niektórych taksonów, m.in.: Chevalieria Gaudich, Dactylium chevallieri Fr., Opegrapha chevallieri Leight.

## Wybrane publikacje
1. Dissertation sur les ciguës indigènes, thinker comme poisons et comme médicaments, 1821
2. Essai sur les hypoxylons lichénoïdes, comprenant les genres Hysterium, Polymorphum, Opegrapha, Arthonia, Schizoxylum, Verrucaria, Pertusaria..., 1822
3. Histoire des Graphidées, accompagnée d'un tableau analytique des genres. Paris, 1824
4. Flore générale des environs de Paris, selon la méthode naturelle : Description de toutes les plantes agames, cryptogames et phanérogames qui y croissent spontanément, 1836
5. Fungorum et Byssorum illustrationes quos ut plurimum novos, trecentos et ultra cum caeteric minus bene cognitis, in divasis Europae regionibus collegit, ad virum de lineavit, 1837[1].